# .me
Pour les articles homonymes, voir ME.

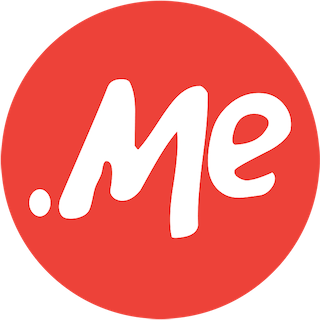
Logo du domaine de premier niveau .me.

.me est le domaine de premier niveau national réservé au Monténégro.
La création de ce domaine de premier niveau suit la déclaration d'indépendance du Monténégro du 3 juin 2006.
L'extension « me » connaît un grand succès auprès du public international en raison de la possibilité de l'inclure comme domain hack, en particulier en anglais et en néerlandais. Les combinaisons verbes-complément de verbes courants comme insure.me « assurez-moi » ou judge.me « jugez-moi » ont été adjugées pour des sommes élevées. Les domaines .me sont, dans une moindre mesure, aussi utilisés en espagnol, portugais et dans certaines langues slaves pour la même raison.